# بوستان (قره‌قالپاقستان)
بوستان (به ازبکی: Boʻston، بۉستان)(به قره‌قالپاقی: Bostan، بوستان) یک شهر در ازبکستان است که در شهرستان اللیک‌قلعه واقع شده‌است. بوستان ۱۲٬۶۰۰ نفر جمعیت دارد و ۹۶ متر بالاتر از سطح دریا واقع شده‌است.